# Kim Seon-hak
Kim Seon-hak (kor. 김 선학; ur. 2 marca 1973) – południowokoreański zapaśnik w stylu wolnym. Olimpijczyk z Barcelony 1992, gdzie zajął czwarte miejsce w kategorii 52 kg.
Dwukrotny uczestnik mistrzostw świata, dziewiąty w 1994. Czwarty na igrzyskach azjatyckich w 1990. Brązowy medalista mistrzostw Azji w 1992. Drugi w Pucharze Świata w 1991 roku.